# Parcul Hîrbovăț
Parcul Hîrbovăț este o arie protejată din Republica Moldova, reprezentând un monument de arhitectură peisagistică. Este amplasat în satul Hîrbovăț, raionul Anenii Noi: ocolul silvic Hîrbovăț, Vila Hîrbovăț, parcela 33, subparcela 29. Are o suprafață de 2,2 ha. În 1998, se afla în administrarea Gospodăriei Silvice de Stat Bender. Conține o colecție bogată de plante exotice, precum chiparosul de baltă (Taxodium distichum).